# Kaalkopspreeuw
De kaalkopspreeuw (Sarcops calvus) is een vogelsoort uit de familie Sturnidae.

## Verspreiding en leefgebied
Deze soort is endemisch op de Filipijnen en telt drie ondersoorten:
- S. c. calvus: noordelijke Filipijnen.
- S. c. melanonotus: centrale en zuidelijke Filipijnen.
- S. c. lowii: Sulu-eilanden.